# Підручні таблиці Птоломея
Підручні таблиці Птолемея — це збір астрономічних таблиць, створений астрономом II століття Птолемеєм після закінчення ним класичної праці «Альмагест», яка містила повний комплекс тогочасних астрономічних знань Греції та Близького Сходу. «Підручні таблиці» були опрацьовані на основі астрономічних таблиць «Альмагест» і містили інструкції з їх використання, без теоретичних коментарів, щоб полегшити практичні обчислення. Ця праця мала важливе значення й застосування протягом періоду пізньої античності та середньовіччя на Близькому Сході та Східному Середземномор'ї.